# Trenton (Tennessee)
Trenton és una població dels Estats Units a l'estat de Tennessee. Segons el cens del 2000 tenia 4.683 habitants.

## Demografia
Segons el cens del 2000, Trenton tenia 4.683 habitants, 1.919 habitatges, i 1.207 famílies. La densitat de població era de 327 habitants/km².
Dels 1.919 habitatges en un 29,1% hi vivien nens de menys de 18 anys, en un 38,9% hi vivien parelles casades, en un 20,6% dones solteres, i en un 37,1% no eren unitats familiars. En el 34,1% dels habitatges hi vivien persones soles el 16,2% de les quals corresponia a persones de 65 anys o més que vivien soles. El nombre mitjà de persones vivint en cada habitatge era de 2,29 i el nombre mitjà de persones que vivien en cada família era de 2,9.
Per edats la població es repartia de la següent manera: un 24,2% tenia menys de 18 anys, un 9,1% entre 18 i 24, un 26,1% entre 25 i 44, un 22,4% de 45 a 60 i un 18,2% 65 anys o més.
L'edat mediana era de 38 anys. Per cada 100 dones de 18 o més anys hi havia 81,2 homes.
La renda mediana per habitatge era de 27.535 $ i la renda mediana per família de 39.630 $. Els homes tenien una renda mediana de 29.675 $ mentre que les dones 20.801 $. La renda per capita de la població era de 16.225 $. Entorn del 12,9% de les famílies i el 17,6% de la població estaven per davall del llindar de pobresa.

## Poblacions més properes
El següent diagrama mostra les poblacions més properes.